# Paul Joachimsen
Paul Fritz Joachimsen (* 12. März 1867 in Danzig als Paul Fritz Joachimsohn; † 25. Januar 1930 in München) war ein deutscher Historiker.

## Leben
Paul Joachimsen war Jude, der zum Protestantismus konvertierte und dabei auch seinen Namen änderte, um sich von der jüdischen Herkunft zu distanzieren. Er studierte seit 1884 an den Universitäten Heidelberg, Leipzig und München. Er wurde 1889 mit einer Arbeit über Gregor Heimburg promoviert. Er war zunächst Gymnasiallehrer in Augsburg und von 1903 bis 1925 am Wilhelmsgymnasium München. Er habilitierte sich 1908. 1916 erhielt er eine Honorarprofessor mit einem Lehrauftrag für Geschichtsdidaktik in München. Erst 1925 konnte er sich als Extraordinarius vollständig der akademischen Lehre widmen. Sein Hauptwerk ist die Darstellung Die humanistische Geschichtsschreibung in Deutschland (1895).

## Schriften (Auswahl)
- Aus der Bibliothek Sigismund Gossembrots. In: Zentralblatt für Bibliothekswesen, Band 11 (1894), S. 249–268, 297–307 (online).
- Die Anfänge: Sigismund Meisterlin (= Die humanistische Geschichtschreibung in Deutschland. Heft 1). Hanstein, Bonn 1895 (urn:nbn:de:bvb:12-bsb00022969-2).
- Hans Tuchers Buch von den Kaiserangesichten. In: Mitteilungen des Vereins für Geschichte der Stadt Nürnberg. Band 11 (1895), S. 1–86 (Digitalisat).
- Vom deutschen Volk zum deutschen Staat. Eine Geschichte des deutschen Nationalbewußtseins. Teubner, Leipzig 1916. 4. Auflage, bearbeitet und bis in die Gegenwart fortgesetzt von Joachim Leuschner. Vandenhoeck & Ruprecht, Göttingen 1969 (2. Auflage 1920: Textarchiv – Internet Archive).
- Quellensammlung für den geschichtlichen Unterricht an höheren Schulen (Heft 45). Teubner, Leipzig 1916 (Digitalisat).
- Quellensammlung für den geschichtlichen Unterricht an höheren Schulen (Heft 73). Teubner, Leipzig 1918 (Digitalisat).
- Gesammelte Aufsätze. Beiträge zu Renaissance, Humanismus und Reformation, zur Historiographie und zum deutschen Staatsgedanken. 2 Bände. Scientia, Aalen 1970/1983, ISBN 3-511-00519-1, ISBN 3-511-00520-5.